# Perizoma mirifica
Perizoma mirifica är en fjärilsart som beskrevs av W. Warren 1904. Perizoma mirifica ingår i släktet Perizoma och familjen mätare. Inga underarter finns listade i Catalogue of Life.